# Doridoidea
Doridoidea (лат.) — надсемейство брюхоногих моллюсков из отряда голожаберных (Nudibranchia). Распространёны в тропических водах Атлантического, Индийского и Тихого океанов.

## Этимология
Название «Doridoidea» происходит от родового названия Doris, которое в свою очередь было скопировано с имени морской нимфы Дорис (Doris) в греческой мифологии.

## Описание
Голожаберные морские моллюски с яркоокрашенным телом, обитатели сообществ коралловых рифов. Встречаются от Индо-Тихоокеанского региона до Атлантического океана. Это особенно разнообразная и красочная группа моллюсков, поэтому она пользуется популярностью у подводных фотографов.

## Систематика
По данным исследования 2005 года (Bouchet & Rocroi, 2005), в составе надсемейства Doridoidea выделяют следующие семейства:
- Actinocyclidae O’Donoghue, 1929
- Chromodorididae Bergh, 1891
- Discodorididae Bergh, 1891
- Dorididae Rafinesque, 1815

### Изменения позднее 2005 года
Семейство Cadlinidae Bergh, 1891 считалось синонимом Chromodorididae. Исследования Р. Ф. Джонсон в 2011 году показали, что род Cadlina не принадлежит к семейству Chromodorididae. Поэтому она восстановила название Cadlinidae из синонимии с Chromodorididae. В результате последняя группа без Cadlina признана монофилетичной и оказываются возможными родственниками Actinocyclidae.
- Actinocyclidae O’Donoghue, 1929
- Cadlinidae Bergh, 1891
- Chromodorididae Bergh, 1891
- Discodorididae Bergh, 1891
- Dorididae Rafinesque, 1815

По другой более новой концепции эту группу разделяют на два надсемейства, оставляя Discodorididae и Dorididae в Doridoidea, а в состав Chromodoridoidea включают Actinocyclidae, Cadlinellidae, Cadlinidae (=Echinochilidae), Chromodorididae (=Ceratosomatidae, =Glossodorididae), Hexabranchidae и Showajidaiidae
- Actinocyclus verrucosus из Actinocyclidae
- Cadlina luteomarginata из Cadlinidae
- Goniobranchus geminus из Chromodorididae
- Diaulula nobilis из Discodorididae
- Doris montereyensis из Dorididae

### Синонимия
Следующие семейства считаются синонимами. Но эти названия всё ещё можно встретить во многих публикациях и в Интернете.
- Aldisidae Odhner, 1939 — синоним семейства Cadlinidae
- Archidorididae Bergh, 1891 — синоним семейства Dorididae
- Asteronotidae Thiele, 1931 — синоним семейства Discodorididae
- Baptodorididae Odhner, 1926 — синоним семейства Discodorididae
- Conualeviidae Collier & Farmer, 1964 — синоним семейства Dorididae
- Geitodorididae Odhner, 1968 — синоним семейства Discodorididae
- Halgerdidae Odhner, 1926 — синоним семейства Discodorididae
- Homoiodorididae Bergh, 1882 — синоним семейства Dorididae и частично Dendrodorididae
- Kentrodorididae Bergh, 1891 — синоним семейства Discodorididae
- Platydorididae Bergh, 1891 — синоним семейства Discodorididae
- Rostangidae Pruvot-Fol, 1951 — синоним семейства Discodorididae